# 特长指蛛
特长指蛛（学名：Bathyphantes longissimus）为皿蛛科指蛛属的动物。在中国大陆，分布于吉林等地。该物种的模式产地在吉林和龙。